# Stiretrus anchorago

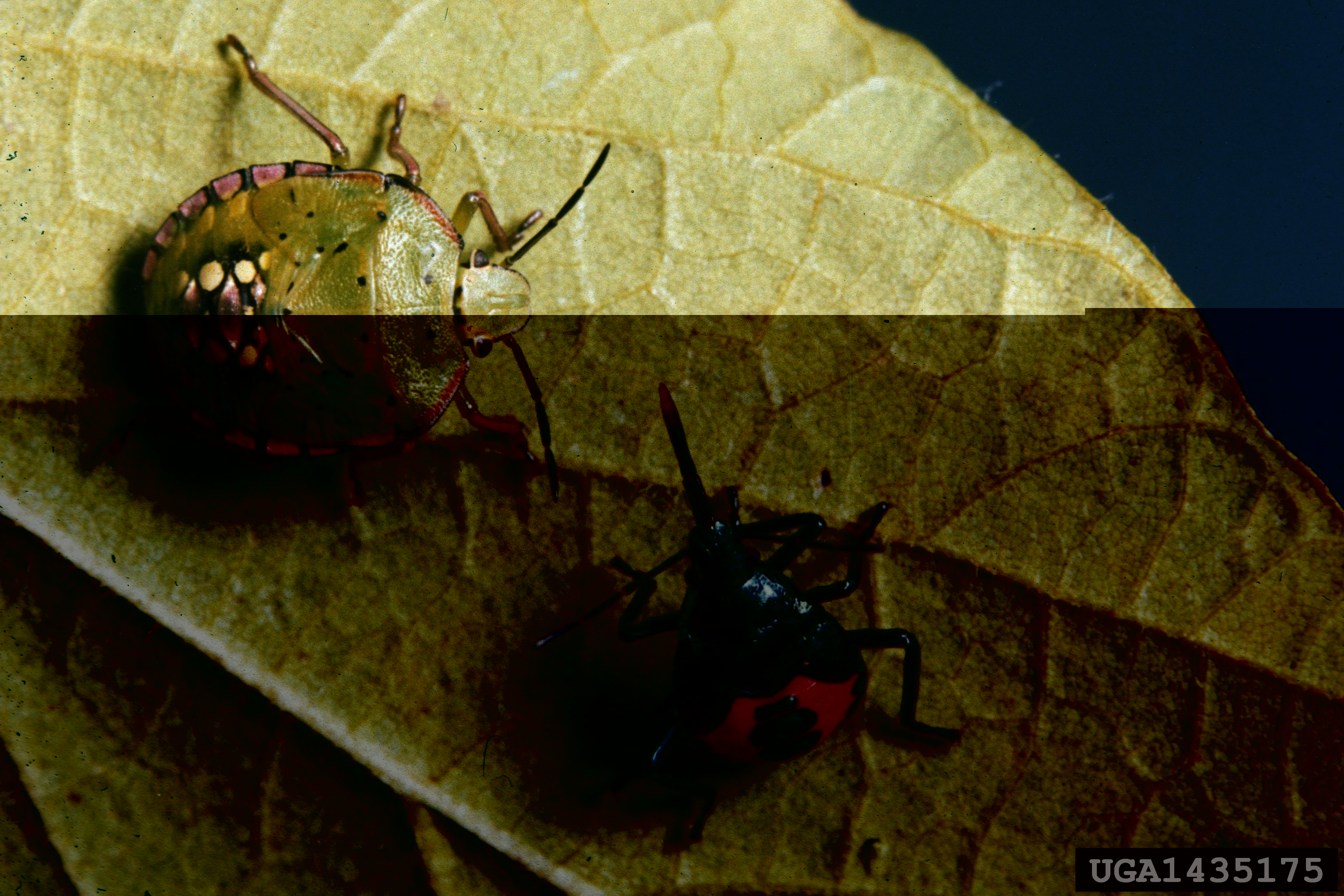
Nymphe von Stiretrus anchorago (rechts)

Stiretrus anchorago ist eine Wanzenart aus der Familie der Baumwanzen (Pentatomidae).

## Merkmale
Die Wanzen werden 7–11 mm lang. Der Halsschild hat abgerundete Ecken. Markant ist das große breite ovalförmige Schildchen (Scutellum). 
Auf der Unterseite der Femora (Schenkel) des vorderen Beinpaares befindet sich ein Dorn. Der Rüssel (Rostrum) ist wie bei vielen Wanzen der Unterfamilie Asopinae mehr als doppelt so dick wie die Fühler.
Die Art kommt in den unterschiedlichsten Farbvarianten und Musterungen vor: Schillernd blau, grün oder purpurn. Außerdem gibt es orange, rote oder cremefarbene Exemplare mit schwarzer Musterung. Die Färbung ist nicht geschlechtsabhängig. Die typische Musterung im unteren Bereich des Scutellums erinnert an einen Anker. Die Wanzenart trägt die englische Bezeichnung Anchor Bug.  
Bezüglich Körpergewicht und Größe übertreffen die Weibchen die Männchen.

## Vorkommen
Stiretrus anchorago kommt im östlichen Nordamerika und in Mittelamerika vor.

## Lebensweise
Die Wanzen ernähren sich räuberisch von Käferlarven und Schmetterlingsraupen. Ihr Beutespektrum ist dabei breit gefächert und beinhaltet verschiedene Schädlinge. Dazu zählt der Mexikanische Bohnenkäfer (Epilachna varivestis), Chrysodeixis includens (Nachtfalter an Sojabohnen), Eurema nicippe, Hypera postica (Rüsselkäfer an Luzerne) und der Kartoffelkäfer (Leptinotarsa decemlineata).
Aus diesem Grunde gilt die Wanzenart als ein geeignetes Mittel zur biologischen Schädlingsbekämpfung.
Das Weibchen von Stiretrus anchorago legt ihre Eier zweireihig ab, wobei die Gelegegröße bei maximal 30 liegt.
Die Wanze durchläuft fünf Nymphenstadien. Die komplette Entwicklungsdauer beginnend mit der Eiablage liegt bei 32–35 Tagen.

## Feinde
Cylindromyia fumipennis, eine Raupenfliegenart aus der Familie Tachinidae, gilt als ein Parasitoid von Stiretrus anchorago.
Eine Dezimierung des Bestandes von Stiretrus anchorago hätte einen negativen Effekt auf dessen Wirkung als Nützling.